# Aliona Vilani
Aliona Valeriya Kavanagh (russe : Алёна Валерия Вилани, née Vilani le 1er mai 1984), est une danseuse professionnelle kazakhe.

## Biographie
Vilani a commencé à apprendre le ballet quand elle avait cinq ans. Elle déménage en Russie avec ses parents à l'âge de neuf ans.
En 1997, âgée de 13 ans, elle déménage aux États-Unis.
Vilani est devenue professionnelle à l'âge de 17 ans, et devient la plus jeune danseuse des États-Unis. Depuis 2006, elle a vécu à Los Angeles. Elle est également spécialiste de salsa, du hip-hop et de la danse jazz. En 2008-2009, elle participe à l'émission Dancing with the Stars Arena Tour. En 2009, elle apparait trois fois en tant qu'invitée professionnelle de danse dans l'émission Dancing with the Stars à Hollywood.

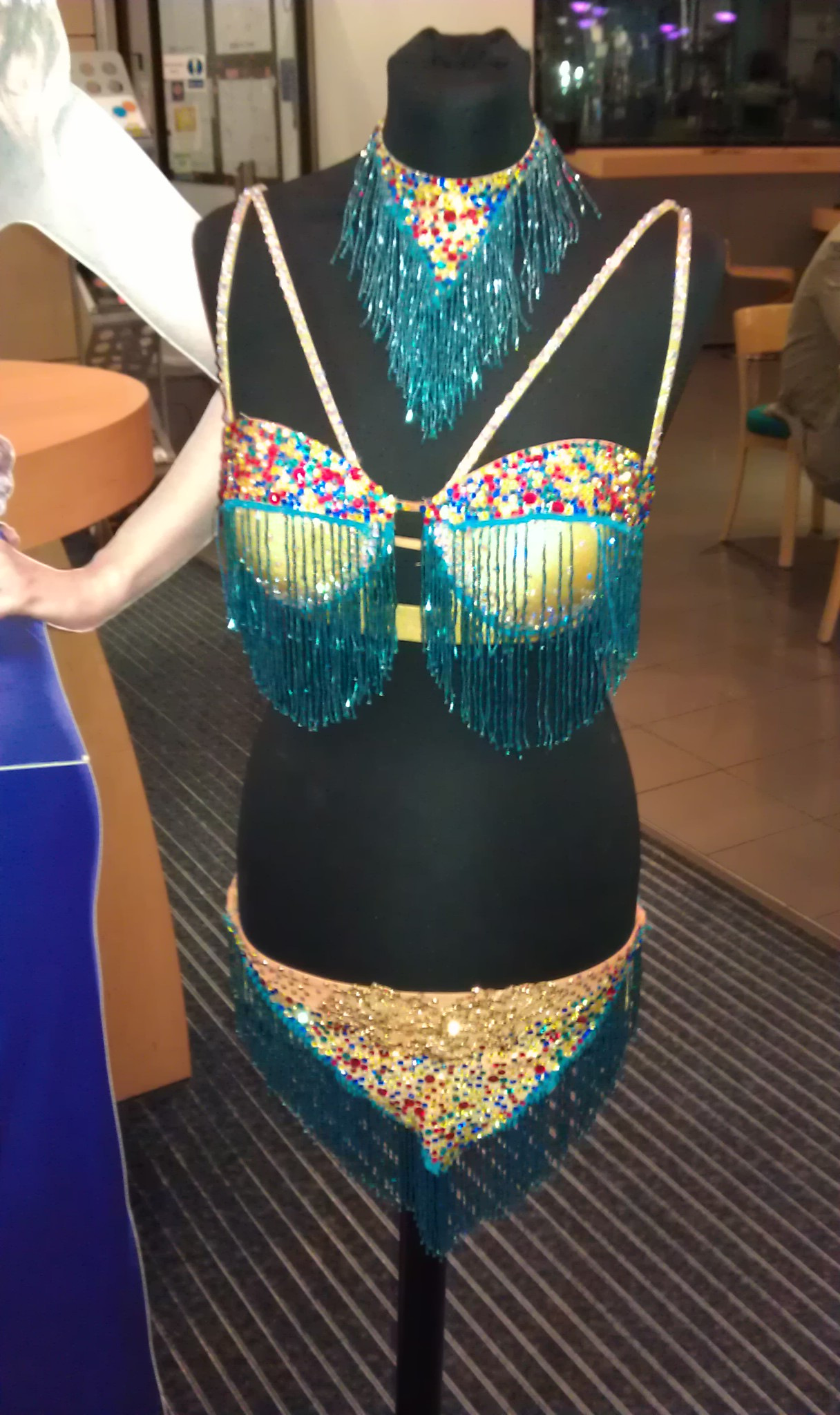
Robe portée par Vilani dans les séries 2010, exposée à la BBC Television Centre, Birmingham

En 2010, elle est apparue pour la première fois dans le Strictly Come Dancing Live Tour. 
Aliona Vilani est finaliste en 2010 de la série de Strictly Come Dancing, en partenariat avec Matt Baker,.
En septembre 2015, Aliona Vilani est retournée pour la treizième série de l'émission en partenariat avec le chanteur Jay McGuiness du groupe britannique The Wanted. Le 19 décembre 2015, ils ont remporté la finale de Strictly Come Dancing et elle fut la première danseuse professionnelle à gagner deux fois. Quelques jours après leur victoire Aliona Vilani annonce qu'elle ne reviendrait pas à la série.